# Stadionul Nándor Hidegkuti
Stadionul Nándor Hidegkuti este un stadion multi-funcțional din Budapesta, Ungaria. Arena a fost construită în 1912 și are o capacitate de 12.700 de locuri (27.000 în anii 1990). Ea a fost denumită după fotbalistul Nándor Hidegkuti.
În prezent stadionul este utilizat pentru meciurile de acasă ale clubului MTK Hungária FC.